# Tereza Mašková (album)
Tereza Mašková è l'album di debutto eponimo della cantante ceca Tereza Mašková, pubblicato il 16 novembre 2018 su etichetta discografica Monitor Records, facente parte della famiglia della Warner Music Czech Republic.

## Tracce
1. Billie Jean
2. Chandelier
3. Fighter
4. Sober
5. Diamonds
6. One Night Only
7. Ain't Nobody
8. Uptown Funk
9. Hallelujah
10. Vyznanie
11. Jednoho dne se vrátíš

## Classifiche
| Classifica (2018) | Posizione massima |
| ----------------- | ----------------- |
| Repubblica Ceca   | 18                |
| Slovacchia        | 54                |